# قراجة ميدان داغي
قراجة ميدان‌ داغي هي قرية في مقاطعة ميانة، إيران. في تعداد عام 2006، لوحظ وجودها، ولكن لم يتم الإبلاغ عن سكانها.